# BAP 100
O BAP 100 (francês: Bombe Anti-Piste 100 mm, Bomba Anti Pista) é uma bomba de fragmentação anti-pista francesa desenvolvida em meados da década de 1970, que entrou em serviço com a Força Aérea Francesa no início dos anos 80. A bomba consiste em dezoito submunições agrupadas. Acelerados por um sistema de propulsão interna, as munições são projetadas para garantir a destruição total da pista em uma única passagem pela aeronave.  Quarenta das munições foram usadas pela Força Aérea Francesa durante o ataque aéreo de Ouadi Doum em 1986.